# Fatuhada
Fatuhada (ehemals Beira Mar) ist ein osttimoresischer Suco im Verwaltungsamt Dom Aleixo (Gemeinde Dili), in der Landeshauptstadt Dili.

## Geographie
Fatuhada liegt am Ufer der Bucht von Dili, westlich des Stadtzentrums von Dili, im Nordosten des Verwaltungsamts Dom Aleixo. Östlich liegt der Suco Kampung Alor, südlich Bairro Pite, südwestlich Comoro und westlich Bebonuk. Fatuhada hat eine Fläche von 1,24 km².
Der Suco teilt sich in die fünf Aldeias Zero I, Zero II, Zero III, Zero IV und Zero V. Im Nordwesten liegt der Stadtteil Mataruak, im Westen Markoni, im Südwesten Lurumata, im Süden Bedik und im Südosten Fatuhada.
In Fatuhada befinden sich das neue Außenministerium und die Botschaft der Vereinigten Staaten. Außerdem gibt es neben der Grundschule Escola Primaria Fatuhada, die Dili International School (DIS), die QSI International School, die Escola Pre-Secondario 10 de Setembro und die Escola Secondario 10 de Setembro. Neben den Schulen des 10. Septembers steht die Parteizentrale der FRETILIN. An der Rua de Manu Tafui wird derzeit (2018) das Hilton Palm Spring Estate errichtet. Hier liegt auch die private QSI International School of Dili.

## Einwohner
In Fatuhada leben 18.541 Einwohner (2022), davon sind 9.312 Männer und 9.229 Frauen. Die gesamte Bevölkerung des Sucos wohnt in einer als urban klassifizierten Umgebung. Im Suco gibt es 3.372 Haushalte. 93 % der Einwohner geben Tetum Prasa als ihre Muttersprache an. Minderheiten sprechen Rahesuk, Naueti, Makasae, Sa'ani, Makalero, Fataluku oder Baikeno.

## Politik
Bei den Wahlen von 2004/2005 wurde Justino M. G. Leite zum Chefe de Suco gewählt. Bei den Wahlen 2009 gewann Marcelino Soares und wurde bei den Wahlen 2016 bestätigt.

## Geschichte
Im Westen von Fatuhada befand sich in der Aldeia Zero III (Stadtteil Lurumata) früher an der Rua de Manu Aman der Markt von Comoro (portugiesisch Mercado Comoro). Während der Unruhen in Osttimor 2006 kam es zu einem Kampf zwischen Banden am Markt von Comoro. Er wurde durch 100 internationale Polizisten und australische Soldaten beendet.
2012 wurde der Markt nach Manleuana verlegt und es entstanden einfache Wohnhäuser auf dem Gelände. In der Nacht zum 29. Juli 2021 kam es zu einem Großbrand, bei dem 400 Häuser zerstört wurden.

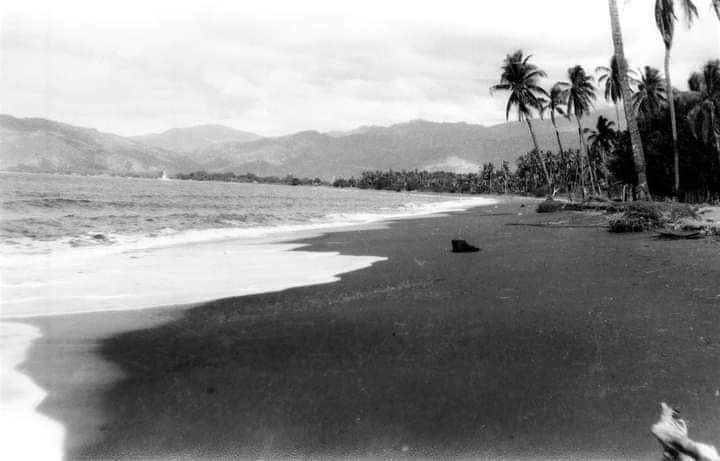
Blick auf den Strand des heutigen Fatuhada in den späten 1950er-Jahren
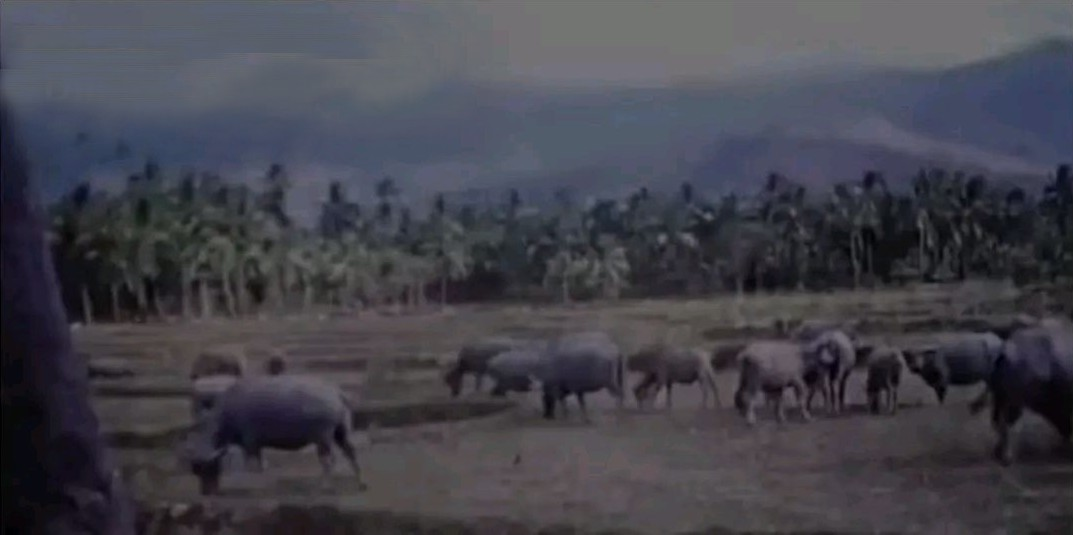
Fatuhada (1967)
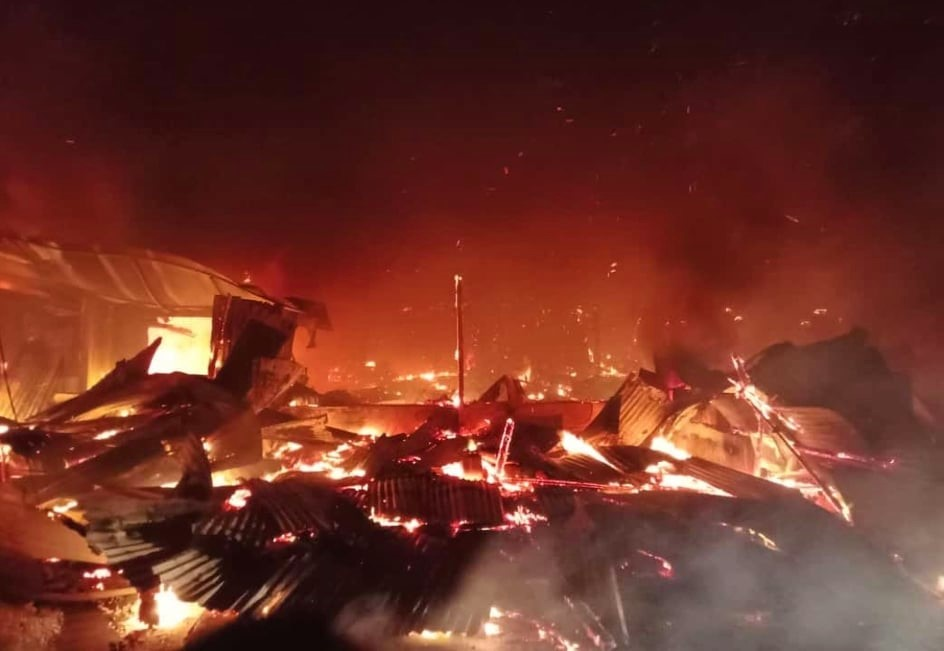
Feuer am Markt von Comoro (2021)

## Galerie

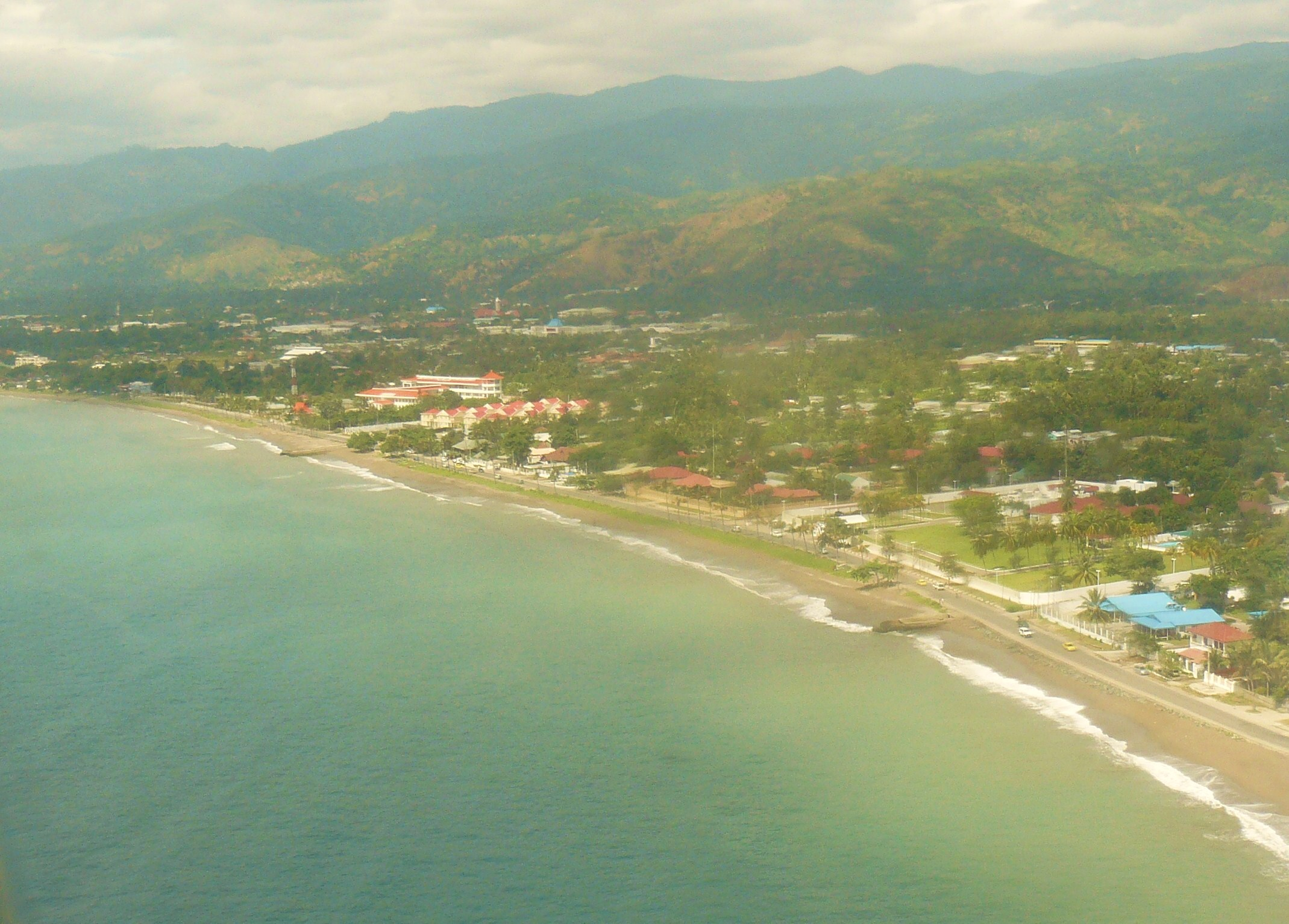
Luftbild von Fatuhada. Die freie Fläche rechts ist Teil der Botschaft der Vereinigten Staaten
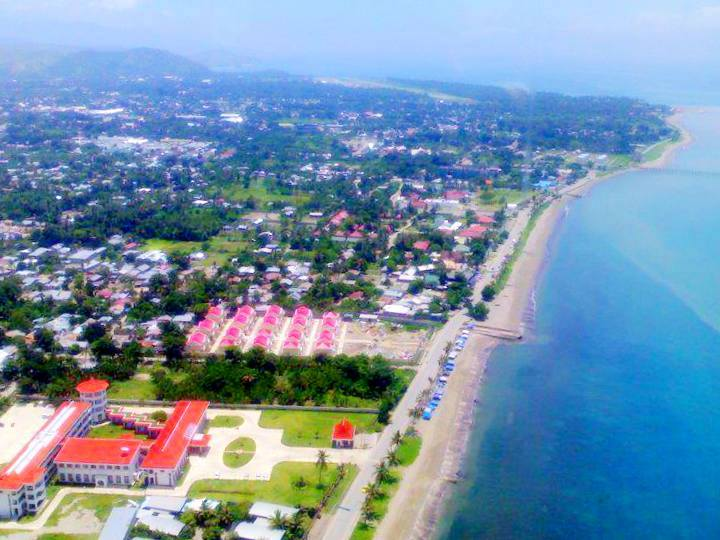
Luftbild von Fatuhada. Unten das Außenministerium
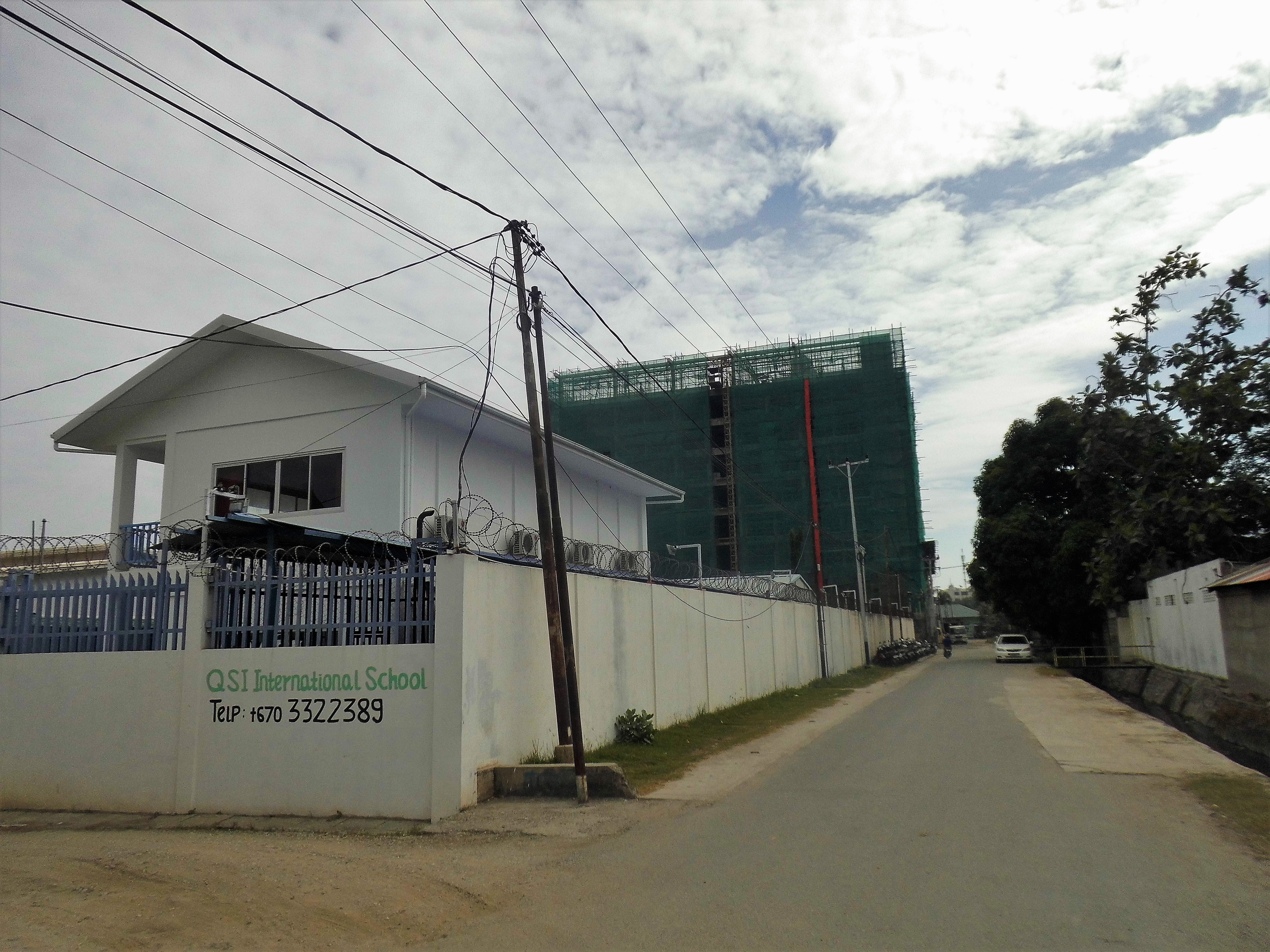
QSI International School und Rohbau des Hilton Palm Spring Estate an der Rua de Manu Tafui (2018)